# Cneorum
Genre
Synonymes
- Chamaelea Duhamel, 1755[2],[3]
- Cubincola Urb., 1918[2]
- Neochamaelea (Engl.) Erdtman, 1952[2],[3]

Cneorum est un genre de plantes à fleurs de la famille des Rutaceae. Ce genre ne comprend que deux espèces : Cneorum pulverulentum, endémique des Îles Canaries, et Cneorum tricoccon, présente en Espagne, France métropolitaine et Italie.

## Liste des espèces
Le genre comprend les deux espèces suivantes,, :
- Cneorum pulverulentum Vent., 1802
- Cneorum tricoccon L., 1753